# Pietà di Luco
Pietà di Luco – obraz olejny na desce Andrei del Sarto o wymiarach 238 × 198 cm, datowany na lata 1523-1524, znajdujący się obecnie w Galerii Palatyńskiej we Florencji.

## Historia
W 1523 r. Andrea del Sarto uciekając przed zarazą, udał się z rodziną do Luco di Mugello dzięki pomocy przyjaciela - Antonia Brancacciego. W Luco malarz wykonał prace dla konwentu żeńskiego San Pietro, którego przeorysza, Caterina di Tedaldo della Casa, zleciła mu wykonanie dużego obrazu ołtarzowego przedstawiającego Opłakiwanie. Projektując malowidło del Sarto dość wiernie skopiował obraz o tym samym temacie namalowany 10 lat wcześniej przez Fra Bartolomea, wzorowany z kolei na Opłakiwaniu Chrystusa pędzla Perugina; wszystkie trzy dzieła znajdują się obecnie w zbiorach Galerii Palatyńskiej we Florencji. Obraz ołtarzowy, rozpoczęty na jesieni 1523 r., musiał zostać ukończony do października 1524 r., kiedy zarejestrowano wypłacenie artyście 80 florenów honorarium. Data za ołtarzem – 1527 r. – wskazuje prawdopodobnie na czas wstawienia obrazu do ołtarza połączonego z uroczystym świętowaniem.
W 1782 r. Leopold II Habsburg zaproponował zakup płótna za 2400 talarów i kopię obrazu zamówioną u Sante Paciniego, która znajduje się nadal w tym samym miejscu, w oryginalnej ramie zawierającej również predellę z 2 poł. XVI w. Pierwotnie Pietà z Luco miała zostać umieszczona w Uffizi, jednakże w 1795 r. została wymieniona na Madonnę z harpiami. Podczas okupacji napoleońskiej Pietę wywieziono do Paryża, skąd powróciła do Florencji w 1815 r.

## Opis
Przed skałą, której zbocze opada z lewej do prawej strony obrazu, ma miejsce scena opłakiwania Chrystusa (Pietà). Jezus po zdjęciu z krzyża zostaje delikatnie ułożony na całunie i kamieniu namaszczenia; następnie zostanie złożony do grobu w skale widocznej po lewej stronie obrazu. Święty Jan Apostoł podtrzymuje ciało Jezusa za plecy, Maria za ramię, zaś Maria Magdalena klęcząca i ze skrzyżowanymi rękoma trzymanymi przy twarzy podpiera na własnej nodze prawą stopę Chrystusa i wpatruje się zdumiona w ciało.
W scenie uczestniczą trzej święci: Piotr (patron klasztoru), mężczyzna w czerwonej szacie (być może Nikodem lub św. Paweł) oraz Katarzyna Aleksandryjska, identyfikowana dzięki złamanemu kołu; jej twarz jest uznawana za portret przeoryszy zamawiającej dzieło.
W górze po prawej stronie obrazu rozciąga się krajobraz wypełniony wzgórzami rozpływającymi się w dali oraz sylwetką obwarowanego murami obronnymi miasta, które widziane z daleka ma lekko niebieski kolor.

## Styl
W tym wypadku Andrea del Sarto nadał postaciom nowy typ monumentalności, pochodzący z twórczości Michała Anioła, zastosował też świetliste, czyste kolory zainspirowane pracami Rafaela. Silne światło tworzy nieoczekiwane efekty świetlne i powoduje błyszczenie tkanin, co jest typowe dla pierwszej maniery Pontorma i Rossa Fiorentina; obydwaj byli uczniami del Sarto, z którymi mistrz konkurował.
Patos sceny wynika w większym stopniu z atmosfery zawieszenia i wstrzymywania emocji, niż z prawdziwego okazywania bólu przez postacie.